# Chloroclystis festivata
Chloroclystis festivata är en fjärilsart som beskrevs av W. Warren 1903. Chloroclystis festivata ingår i släktet Chloroclystis och familjen mätare. Inga underarter finns listade i Catalogue of Life.